# Imre Kertész
Imre Kertész (Budapest, 9 de noviembre de 1929- Budapest, 31 de marzo de 2016) fue un escritor húngaro. Fue galardonado con el Premio Nobel de Literatura en 2002.

## Biografía
Fue hijo del matrimonio compuesto por Aranka Jakab y László Kertész, una pareja de burgueses judíos, quienes se separaron cuando el futuro escritor tenía alrededor de cinco años. Luego de eso asistió a un internado y en 1940 empezó la escuela secundaria, allí se le ubicó en un curso especial para estudiantes judíos.
Durante la Segunda Guerra Mundial, en 1944, fue deportado al campo de concentración de Auschwitz, para luego ser enviado a Buchenwald. Allí, dijo ser un trabajador de 16 años, con tal de salvarse de la muerte a causa de su edad. Al ser liberado en 1945, volvió a Budapest, terminó la escuela secundaria en 1948, para luego trabajar como periodista y traductor, no sin haber pasado antes por muchas dificultades.
En 1951 perdió su trabajo en el periódico Világosság (Claridad), luego de que el medio tomara una línea editorial orientada al comunismo. Trabajó en una fábrica y en el departamento de prensa del Ministerio de Industria Pesada por poco tiempo. En 1953 comenzó su trabajo como periodista independiente y traductor, traduciendo al húngaro obras de autores tales como Friedrich Nietzsche, Sigmund Freud, Ludwig Wittgenstein y Elias Canetti.
Su relato extraordinario Sin destino, de 1975, es una obra maestra sobre la destrucción masiva alemana de los 'otros' europeos: narra el paso por diversos campos nazis de un adolescente húngaro y judío de quince años en el último año de la Guerra Mundial (es un doble de I. K. a los catorce años). Pero este escritor no logró, en parte por la sordera del medio húngaro sobre su pasado racista, en parte por la censura de posguerra en su país, que sus libros se difundiesen como merecían. Entonces, su trabajo se volcó en las traducciones del alemán, con las que sobrevivió y superó el yermo estalinista (de hecho, descubrió «demasiado tarde a Kafka y su grandeza inconmensurable»).
Sus amargas palabras de 1986 («siempre seré un escritor húngaro de segunda fila, ignorado y malinterpretado»), afortunadamente han sido desmentidas por los hechos en la década siguiente, gracias a los editores alemanes y a los lectores de toda Europa, interesados por sus escritos precisos, irónicos y sin concesiones sobre el Holocausto. Recibió el Premio de Literatura de Brandeburgo en 1995, el Premio del Libro de Leipzig en 1997 y el Friedrich-Gundolf-Preis ese mismo año. Fue galardonado en el 2002 con el Premio Nobel de Literatura, «por una obra que conserva la frágil experiencia del individuo frente a la bárbara arbitrariedad de la historia». Fue el primer escritor húngaro que lo obtuvo.
Su Diario es una visión global de la cultura europea de posguerra, y especialmente de la centroeuropea. Sus escritos sobre la Shoah comparan su punto de vista con los de Jean Améry y Jorge Semprún; pero asimismo Kertész habla de Claude Lanzmann, Primo Levi, Paul Celan, Tadeusz Borowski, Miklós Radnóti y Ruth Klüger. A su juicio son los pocos que han creado una literatura importante sobre el Holocausto, palabra incorrecta según I. Kertész, ya que diluye esa violencia y parece sacralizarla. Se ha escrito que, para Kertész, «el Holocausto no es un asunto interno entre judíos y alemanes. Para él significa el punto final de una crisis moral y espiritual de Occidente, el piélago donde se hundieron los valores que habían sustentado la civilización europea durante siglos».
En 2005 el director húngaro Lajos Koltai realizó Sin destino (Sorstalanság), coproducida entre Hungría, Alemania y Reino Unido; es una película basada en la novela homónima de Kertész. Toda su obra ha sido traducida al castellano, buena parte, por Adan Kovacsics. Aunque la traducción de Sin destino, fue realizada por Judith Xantus.

## Obra
- Sorstalanság, 1975. Trad. Sin destino, Acantilado, Barcelona 2001; novela y en parte documento. (traducción de Judith Xantus y revisión de Adam Kovacsics) ISBN 84-95359-53-7
- A nyomkereső: Két regény. Detektívtörténet, 1977. Trad. Un relato policiaco. El buscador de huellas, Acantilado, 2007.
- A kudarc, 1988. Trad. Fiasco, Acantilado, 2003; novela.
- Kaddis a meg nem született gyermekért, 1990. Trad. Kaddish por el hijo no nacido, Acantilado, 2002; relato-ensayo.
- Az angol lobogó, 1991. Trad. La bandera inglesa, Acantilado, 2005 (novela).[3]
- Gályanapló, 1992. Trad. Diario de la galera, Acantilado, 2004; diarios.
- Jegyzőkönyv, 1993. Trad. Expediente. G. Gutenberg, 2005, novela.
- Valaki más: a változás krónikája, 1997. Trad. Yo, otro; Crónica del cambio, Acantilado, 2002.
- A gondolatnyi csend, amíg a kivégzőosztag újratölt, 1998. Trad. Un instante de silencio en el paredón, Herder, 2002; diez ensayos. (Incluye: A holocaust mint kultúra: három elöadás, conferencia de Viena sobre Améry, 1992; trad. El holocausto como cultura).
- A száműzött nyelv, 2001. Trad. La lengua exiliada, Taurus, 2006.
- Felszámolás, 2003.Trad. Liquidación, Alfaguara, 2004.
- K. Dosszié, 2006. Trad. Dossier K, Acantilado, 2007.
- Haldimann-levelek, 2009. Trad. Cartas a Eva Haldimann, Acantilado, 2012.
- La última posada. Diario, Acantilado, 2016 (de próxima publicación)